# Prolina deshidrogenasa
La prolina deshidrogenasa (EC 1.5.5.2) es una enzima que cataliza la siguiente reacción química:
Por lo tanto los dos sustratos de esta enzima son prolina y una ubiquinona, mientras que sus dos productos son (S)-1-pirrolina-5-carboxilato y un ubiquinol.

## Clasificación
Esta enzima pertenece a la familia de las oxidorreductasas, más específicamente a aquellas oxidorreductasas que actúan sobre un grupo CH-NH utilizándolo como dador de electrones y con una quinona o compuesto similar como aceptor.

## Nomenclatura
El nombre sistemático para esta clase de enzimas es L-prolina:quinona oxidorreductasa. Otros nombres de uso común pueden ser L-prolina deshidrogenasa, y L-prolina:(aceptor) oxidorreductasa.

## Estructura y función
Esta enzima participa en el metabolismo de la arginina y de la prolina. Utiliza un cofactor, el FAD.

## Estudios estructurales
Hasta el año 2007, se habían resuelto nueve estructuras para esta clase de enzimas, las cuales poseen los siguientes códigos de acceso a PDB: 1K87, 1TIW, 1TJ0, 1TJ1, 1TJ2, 1Y56, 2FZM, 2FZN, y 2G37.